# Afrocelestis inanis
Afrocelestis inanis is een vlinder uit de familie echte motten (Tineidae). De wetenschappelijke naam van deze soort is voor het eerst geldig gepubliceerd in 1968 door László Anthony Gozmány.

## Type
- holotype: "male, ii.1895, Clements. genitalia slide Gozmány 3344"
- instituut: BMNH, Londen, Engeland
- typelocatie: "West Africa, Sierra Leone"

De soort komt voor in het Afrotropisch gebied.